# Xilofono

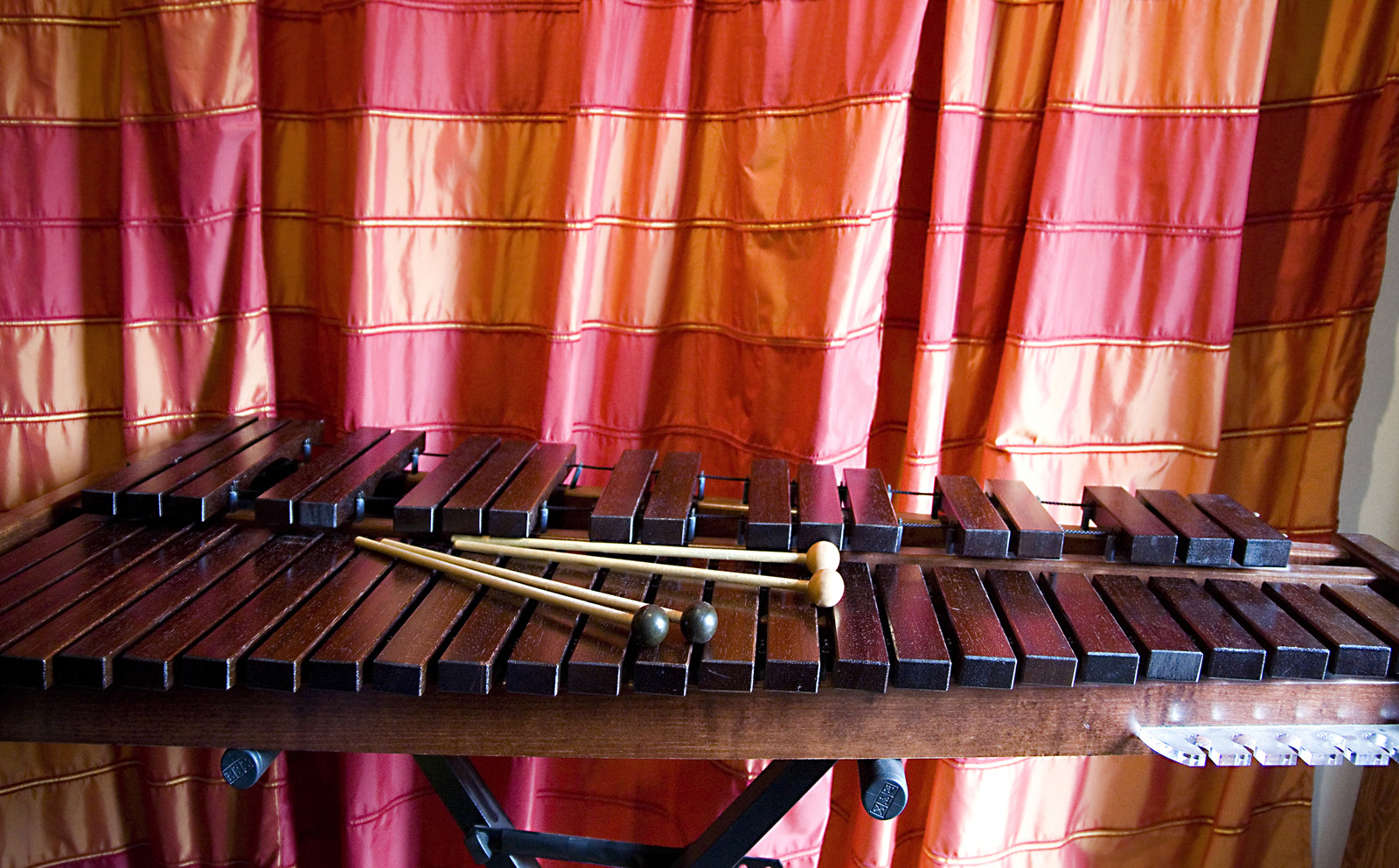
Xilofono con differenti tipi di mazzuole

Lo xilòfono (dal greco ξύλον -  xylon, "legno" e φωνή - phonè, "suono"), o silòfono, è uno strumento musicale a percussione.

## Struttura
La versione moderna dello xilofono è costituita da due file di barrette di legno disposte come la tastiera di un pianoforte, ovvero con le note diatoniche nella fila inferiore e quelle cromatiche nella fila superiore (in passato era dotato di una sola fila).
Al di sotto delle barrette, in corrispondenza di ciascuna di esse, vi sono dei tubi aperti che fanno da cassa di risonanza, amplificandone il suono. L'altezza delle note dipende dalla lunghezza delle barrette: più sono lunghe e più il loro suono è grave e viceversa.

## Tecnica
Lo xilofono fa parte della categoria delle percussioni a suono determinato e lo si suona con dei bastoncini di legno (mazzuole). Si percuotono le barrette di legno e si possono ottenere diversi effetti. 
Spesso, per prolungare il suono si usa la tecnica del trillo, che consiste nel battere le bacchette sulla stessa barretta in rapida alternanza. Altri effetti ottenibili sono il glissando e le note ribattute.

## Timbro
La sonorità di questo strumento è secca e legnosa ma molto limpida, anche se il suono si spegne subito. Per prolungare il suono si usa la tecnica prima descritta. L'estensione dello xilofono va dal Do3 (261 Hz) al Do7 (4186 Hz) e cioè quattro ottave.

## Xilofono basso
Esistono in commercio degli strumenti definiti Xilofono basso (in inglese: Bass xylophone).
In realtà la definizione è scorretta, in quanto lo strumento  ha un'estensione che va dal Sol2 al Sol4, quindi non nella tessitura che normalmente si intende come basso, ed anche se la notazione per lo strumento viene fatta utilizzando la chiave di basso, in realtà lo strumento suona all'ottava superiore, si tratta quindi di uno Strumento traspositore.
La struttura è più simile a quella di una marimba che dello xilofono, ed il suo suono, abbastanza cupo non risalta molto negli insiemi orchestrali. 
Poiché non è molto comune, neanche nei teatri, e per le sue dimensioni cospicue, si preferisce, spesso, sostituirlo con la marimba.

## Particolarità
Pur essendo una percussione, nel XIX secolo alcuni musicisti lo presentarono come strumento solista. Per la sua timbrica Saint-Saëns nella sua Danza macabra lo ha usato per evocare lo scricchiolio degli scheletri.

## Storia

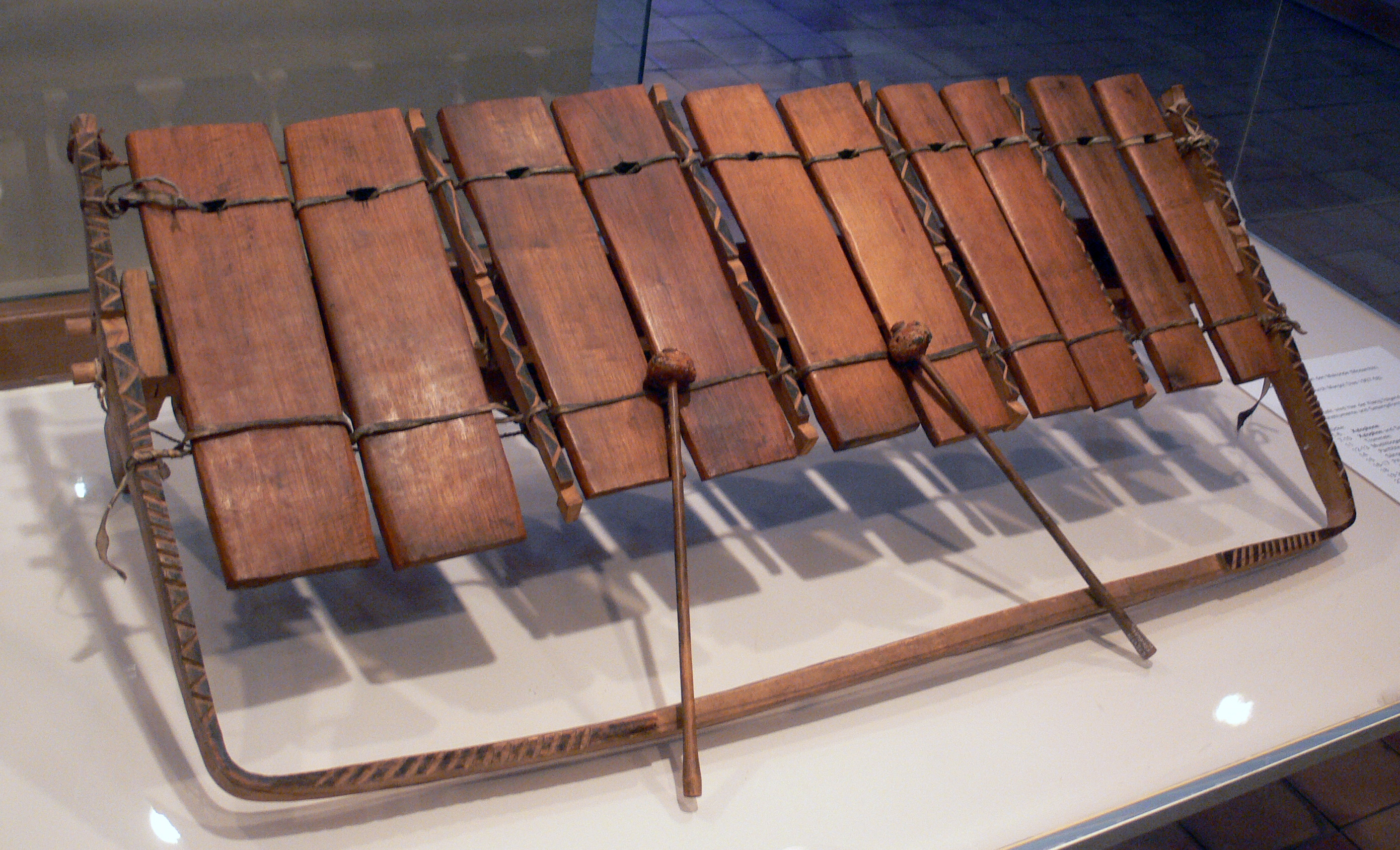
Xilofono originario del Mozambico.

Lo xilofono era diffuso nell'Asia sud orientale già dal IX secolo. Giunse poi in Africa, dove è chiamato Bala, diffondendosi rapidamente, grazie alla relativa facilità con cui poteva essere costruito. Alcuni modelli africani erano costituiti da due rami di banano su cui erano appoggiate le tavolette.
Gli schiavi deportati nelle Americhe lo diffusero poi in quel continente dove, al sud, prese il nome di Marimba.
In Europa lo strumento si diffuse a partire dal XVI secolo, anche se il termine xilofono apparve solo nel XIX secolo. Nel 1830 Michael Jozef Couzikov, grande virtuoso che ne suonava un tipo a quattro file, contribuì senz'altro ad accrescerne la popolarità. Un altro virtuoso fu Charles de Try. Pare che ad un concerto fu ascoltato da Saint-Saëns che decise di impiegarlo nella sua Danza Macabra introducendo, di fatto, lo xilofono nell'orchestra sinfonica.
Nel 1900 Bartók valorizzò ulteriormente lo strumento impiegandolo in varie opere.
Nel XX secolo, grazie al musicista Pierre Boulez, lo strumento acquista prestigio al punto da diventare imprescindibile tra le percussioni delle orchestre sinfoniche per essere impiegato anche come strumento solista.

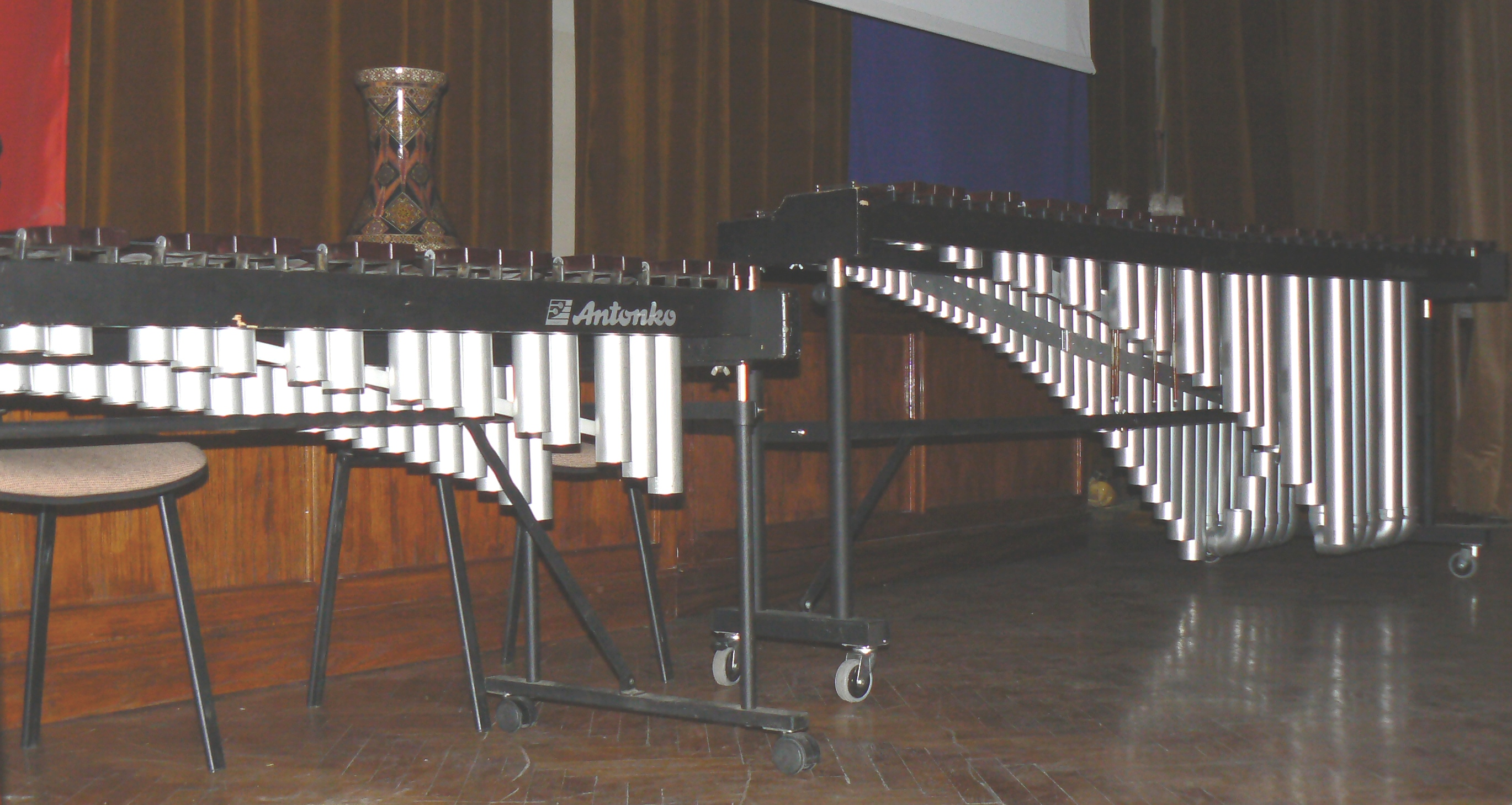
Uno xilofono da orchestra (a sinistra) ed una marimba

## Musicisti significativi nella classica
Richard Strauss, Camille Saint-Saëns, Sergej Prokofiev e Igor' Fëdorovič Stravinskij impiegarono lo xilofono in varie opere.
Lo xilofono basso è stato utilizzato da Puccini nella Turandot e da  Carl Orff in Antigonae .

## Musicisti significativi nel rock
Lo xilofono, in questo tipo di musica, non è certamente diffuso, ma un certo uso ne hanno fatto alcuni gruppi di rock progressivo, tra i quali spiccano i Gentle Giant.
Il percussionista storico di Elton John, Ray Cooper, è solito suonare lo xilofono durante l'esecuzione del brano I Think I'm Going to Kill Myself, nel corso del particolare show An Evening with Elton John and Ray Cooper.
Nel 2002 (data primo album) è nato un gruppo rock alternativo che si chiama Les Claypool's Fearless Flying Frog Brigade, creato dal bassista dei Primus,
in questo gruppo uno dei componenti usa lo xilofono. 
Lo utilizza anche Joe Haener dei The Dodos.
Vari tipi di xilofono sono ampiamente usati anche dalla post-rock band Sigur Rós: è famoso il loro brano Hoppípolla.